# Fuerte Amber
El fuerte de Amber es un conjunto palaciego situado en Amber, a 11 km de Jaipur, en el estado de Rayastán (India), que fue originalmente construida por los Meenas, quienes consagraron la ciudad a Amba, la Diosa Madre a la que conocían como “Gatta Rani” o “Reina del Pasado” [Tod. II.282]. Construida sobre los restos de una estructura anterior, el complejo palaciego que permanece en la actualidad fue comenzado durante el reinado del Rash (‘rey’) Man Singh, comandante en jefe del ejército de Akbar y miembro del círculo íntimo de los “9 cortesanos”, en 1592. Amber sufrió modificaciones bajo sucesivos dirigentes en los siguientes 150 años, hasta que los kachwahas trasladaron su capital a Jaipur durante la época de Jai Singh II.
La edificación que actualmente se conoce como Amber Fort era inicialmente un complejo palaciego dentro del fuerte de Amber original que hoy día se conoce como Fuerte Jaigarh. Conectado con Amber a través de pasajes fortificados, Jaigarh Fort está localizado en una colina sobre el complejo de Amber, y está construido a base de piedra arenisca roja y mármol blanco. Con vistas al lago Maotha, tiene reputación de haber sido el tesoro de los dirigentes Kacchwaha. Hoy día, los turistas pueden subir al fuerte desde la base de la colina en elefante. Durante el paseo, se pueden admirar las hermosas vistas de Jaipur, del lago Maotha y de la muralla original de la ciudad.
Una vez alcanzado el palacio, se puede visitar el fuerte en una visita guiada o hacerlo uno mismo. Es destacable el vestíbulo de los espejos: cuando la realeza vivía en este lugar, por la noche, cuando necesitaban pasar a través de esta estancia, tomaban una sola vela, y gracias al intrincado diseño de pequeños espejos, toda la habitación se iluminaba.

## Historia medieval
El rayáizabell 12, también conocido como Alan Singh Mīna de Khogong, compasivamente adoptó a una madre rashput y su hijo que buscaban cobijo en su reino. Más tarde, el rey envió al niño, Dhola choi, a Delhi, para representar al reino de Mīna. El rashput, en gratitud por estos favores, regresó con conspiradores y masacró al desarmado Mīna durante la celebración de una ceremonia religiosa [Tod.II.281], conquistando Khogong. Este acto de los rashputs fue el más cobarde y vergonzoso de la historia de Rajastán tomaron el Sihra Gotra de Minas, conocido mucho más tarde como Jamwa Ramgarh, cerca de Jaipur, y trasladaron allí su capital. Al convertirse en el yerno del príncipe Ajmer, murió combatiendo 11.000 mīnas [Tod.II.282]. Su hijo Maida Sihra I Rao “conquistó Amber de los Susawut Minas”, cuyo jefe era la cabeza de la federación Mina [Tod.II.282]. Kuntal, su sucesor, peleó contra los minas derrotándolos y asegurando su reinado [Tod.II.281].

## El palacio-fortaleza
Las excavaciones arqueológicas han demostrado que el palacio-fortaleza está construido sobre las ruinas de un templo al sol del año 955. Todo el complejo abarca hasta la cima de la colina donde puede verse el verdadero fuerte vigía, rodeado de una muralla militar y extensos sistemas defensivos, conocido como el Jaigart, o Fuerte de Jaigart o de la Victoria. Al edificio construido por la mano del hombre se agregaba el estratégico lugar, entre montañas que dominan la zona. La defensa era casi perfecta.
Se entra al recinto por una puerta llamada Suraj Pol (pol es la palabra que denomina a una puerta de entrada a un fuerte). A continuación se entra en un gran patio que recibe el nombre de Jaleb Chowk. A un lado se encuentra el templo que el clan Kachwaha dedicó a Shila, manifestación de la diosa Kali.
En un segundo patio puede verse el edificio dedicado a la Sala de Audiencias públicas, el Divan-i-Am, mandado construir por Jai Singh en 1639. Es una sala abierta por tres partes, con doble hilera de columnas de piedra arenisca rosa y amplias cornisas.
Hacia el lado sur se encuentra la gran puerta Ganesh Pol, llamada así por la imagen del dios-elefante que está en el centro del arco; esta puerta da entrada a las habitaciones privadas del marajá. Está decorada ricamente con frescos y mosaicos. Tiene ventanas de celosía llamadas jali donde las mujeres podían asomarse sin ser vistas.
En el lado este está el Divan-i-khas o sala del Consejo Real, que lleva el nombre de Jai Mandir. Es una sala muy lujosa decorada con mármol blanco y con mosaicos, tanto el techo como las paredes. Hay otra sala totalmente recubierta de espejos y vidrieras de colores llamada Shish Mahal, propiedad de la maharaní.
En el lado oeste del patio del jardín se halla el Sukh Mahal o Palacio del Placer, todo un lujo con puertas de marfil y madera de sándalo. Sobre las paredes de mármol caían cascadas de agua.
La parte más antigua está hacia el sur. En un patio central se encuentra el zenana o gineceo. La planta baja era para las princesas y la superior para las concubinas.
El fuerte-palacio está en la actualidad preparado para visitas turísticas. Desde el llano se puede acceder a él en 20 minutos andando, pero lo tradicional es hacer la subida a lomos de un elefante. Hay todo un rebaño de elefantes para este paseo que están continuamente subiendo y bajando durante toda la mañana. Cuando terminan su tarea sus propietarios se los llevan a un lugar especial donde pueden refrescarse en el agua y donde comen.

## Estado de conservación
Seis fuertes de Rajasthan, a saber, el Fuerte Amber, el Fuerte Chittor, el Fuerte Gagron, el Fuerte Jaisalmer, Kumbhalgarh y el Fuerte Ranthambore, fueron incluidos en la lista de Sitios del Patrimonio Mundial de la UNESCO durante la 37ª reunión del Comité del Patrimonio Mundial en Phnom Penh en junio de 2013. Fueron reconocido como propiedad cultural en serie y ejemplos de arquitectura de colina militar Rajput.
La ciudad de Amer, que es un punto de entrada integral e inevitable al Palacio de Amer, es ahora una ciudad patrimonial y su economía depende de la gran afluencia de turistas (de 4.000 a 5.000 por día durante la temporada alta de turismo). Esta ciudad se extiende sobre un área de 4 kilómetros cuadrados (1,5 millas cuadradas) y tiene dieciocho templos, tres mandires jainistas y tres mezquitas. Ha sido catalogado por el Fondo Mundial de Monumentos (WMF) como uno de los 100 sitios en peligro de extinción en el mundo; Los fondos para la conservación los proporciona la Robert Wilson Challenge Grant. En 2005, unos 87 elefantes vivían en los terrenos del fuerte, pero se decía que varios padecían desnutrición.
La Autoridad de Gestión y Desarrollo de Amer (ADMA) ha llevado a cabo obras de conservación en los terrenos del Palacio Amer a un costo de 40 millones de rupias (8,88 millones de dólares estadounidenses). Sin embargo, estas obras de renovación han sido objeto de intenso debate y crítica con respecto a su idoneidad para mantener y conservar la historicidad y las características arquitectónicas de las estructuras antiguas. Otra cuestión que se ha planteado es la comercialización del lugar.
Una unidad cinematográfica que filmaba una película en el Fuerte Amber dañó un dosel de 500 años de antigüedad, demolió el viejo techo de piedra caliza de Chand Mahal, perforó agujeros para arreglar decorados y esparció grandes cantidades de arena en Jaleb Chowk en total desprecio y violación del Rajastán. Ley de Monumentos, Sitios Arqueológicos y Antigüedades (1961). El tribunal de Jaipur del Tribunal Superior de Rajasthan intervino y detuvo el rodaje de la película con la observación de que "desafortunadamente, no sólo el público sino especialmente las autoridades interesadas se han vuelto ciegas, sordas y mudas por el brillo del dinero. Estos monumentos históricos protegidos se han convertido en una fuente de ingresos." [sic]

### Preocupación por el abuso de elefantes
Varios grupos han expresado su preocupación tráfico y maltrato de estos paquidermos y han destacado lo que algunos consideran la práctica inhumana de montar elefantes hasta el complejo del Palacio de Ámbar. La organización PETA y la autoridad central de zoológicos se han ocupado de este grave problema. Se dice que el Haathi gaon (aldea de elefantes) viola los controles de animales en cautiverio, y un equipo de PETA encontró elefantes encadenados con púas dolorosas, elefantes ciegos, enfermos y heridos obligados a trabajar, y elefantes con colmillos y orejas mutilados. En 2017, un operador turístico con sede en Nueva York anunció que utilizaría jeeps en lugar de elefantes para el viaje al Fuerte Amber, diciendo: "No vale la pena respaldar... algunos maltratos realmente significativos hacia los animales".

## Galería de imágenes

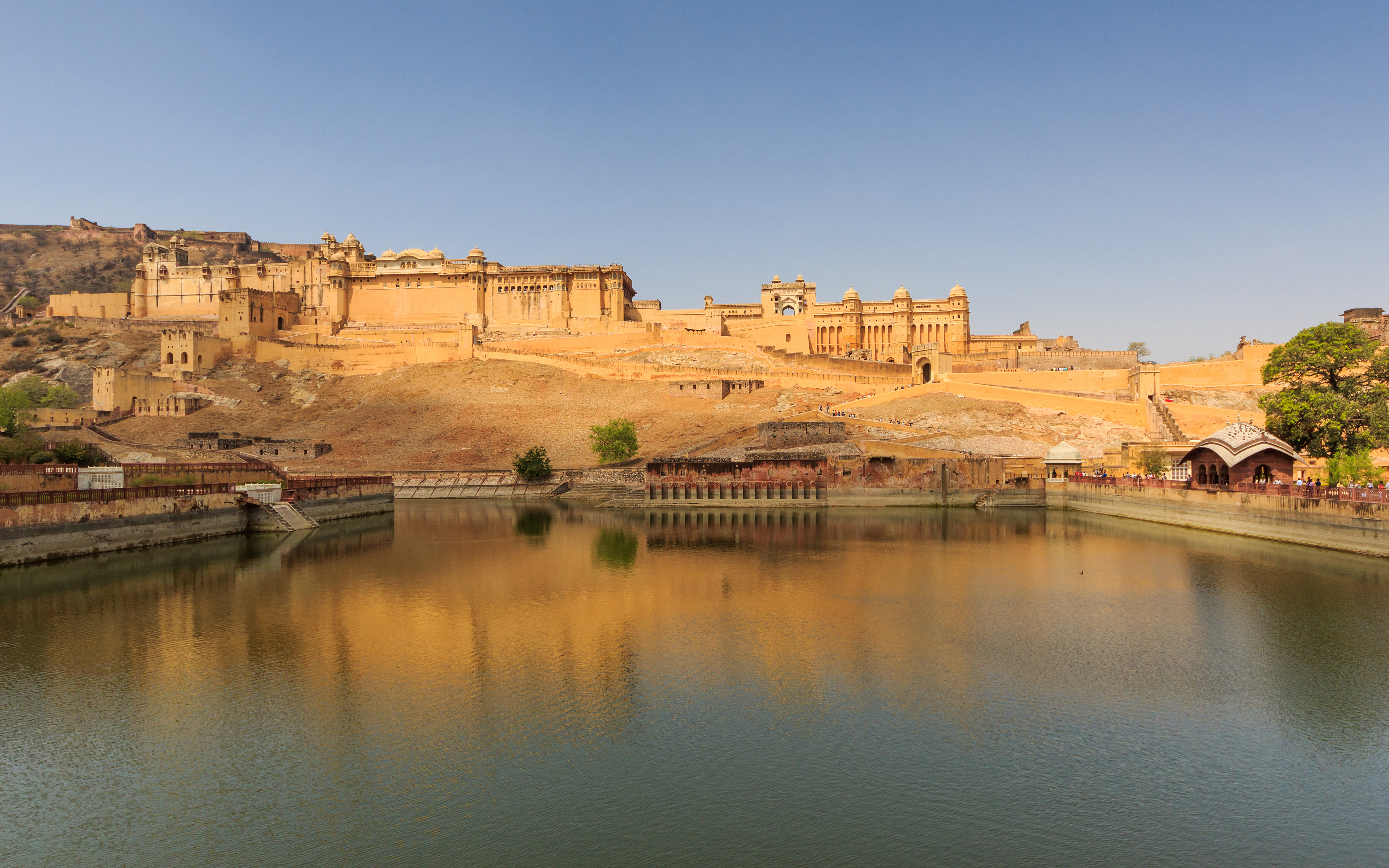
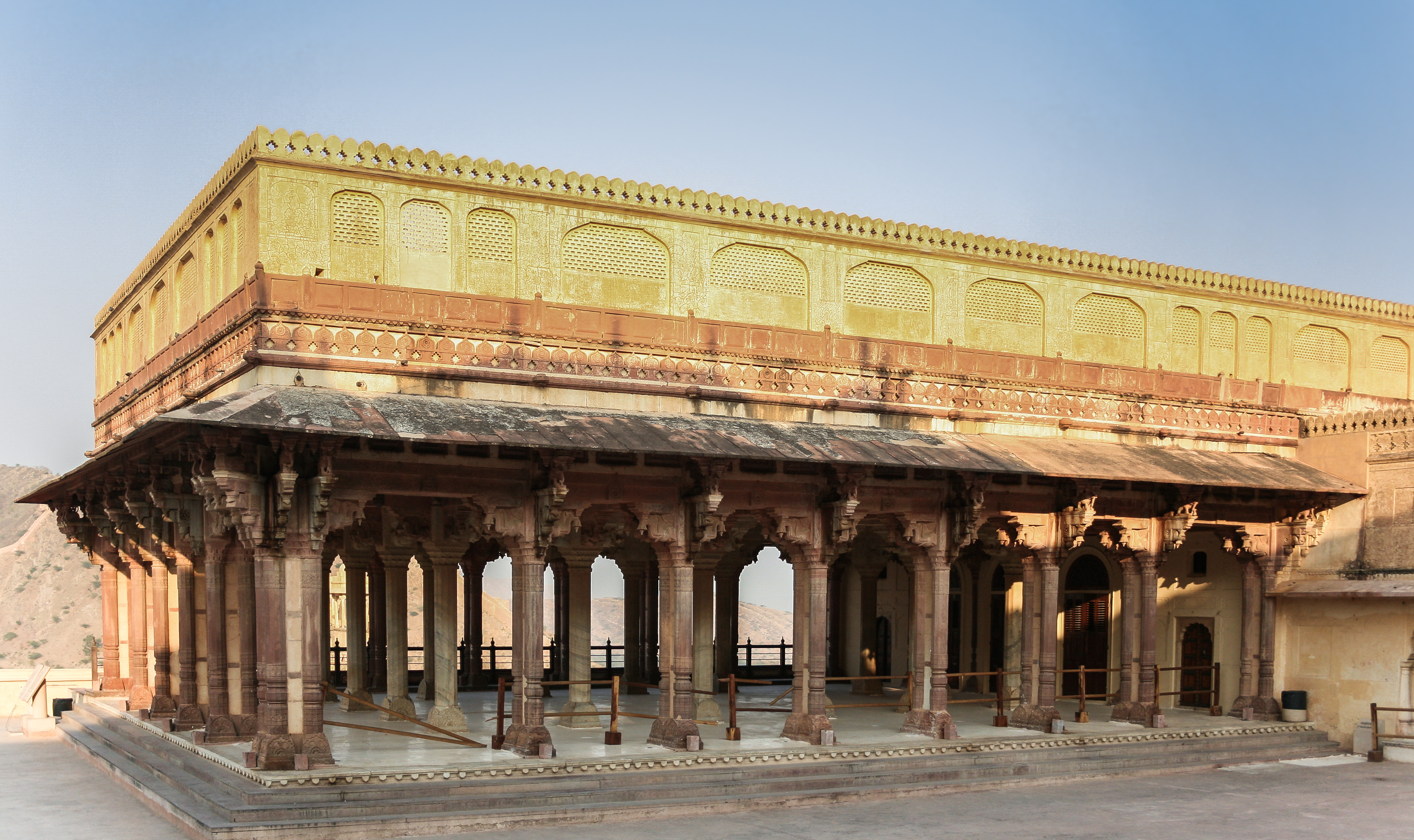
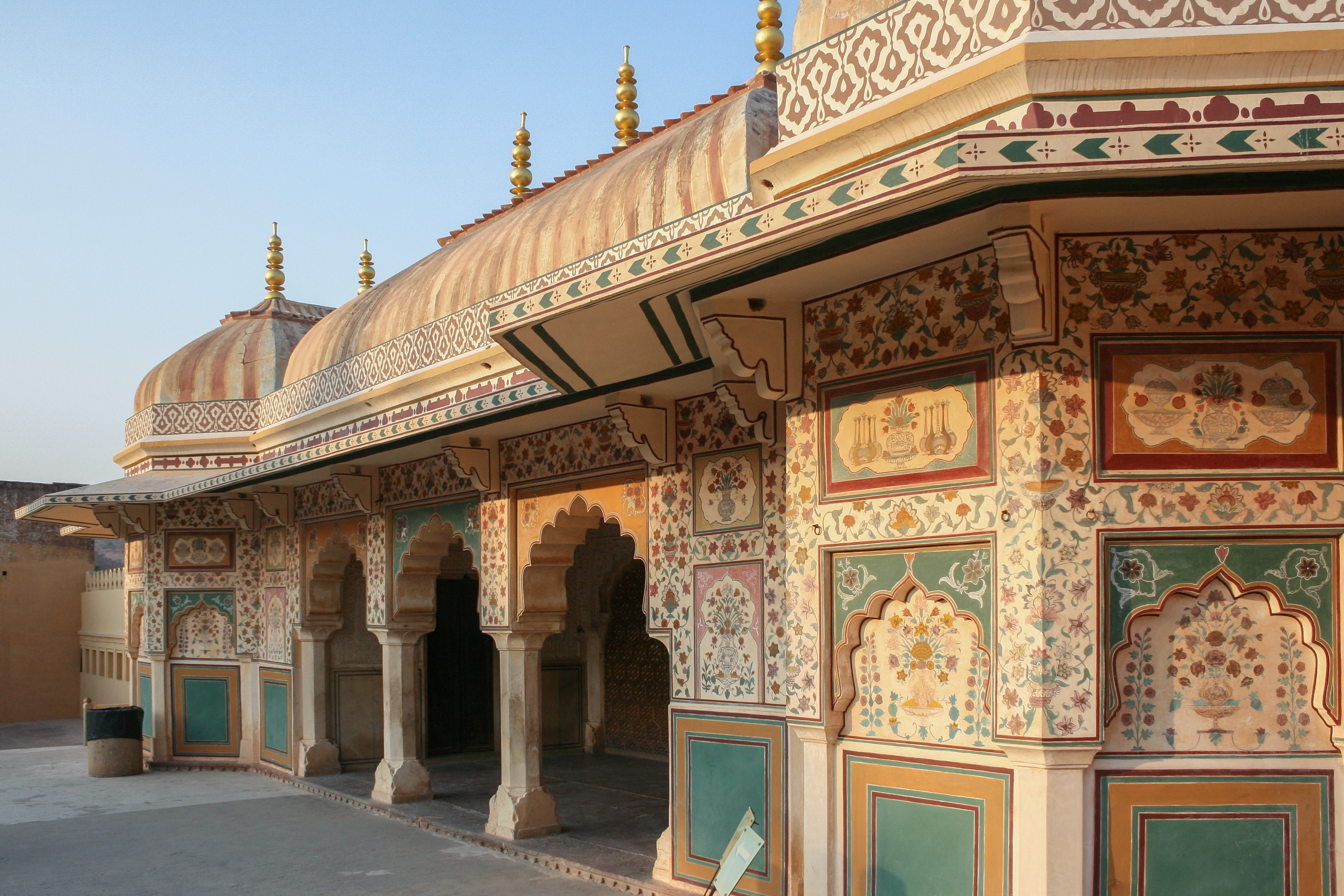
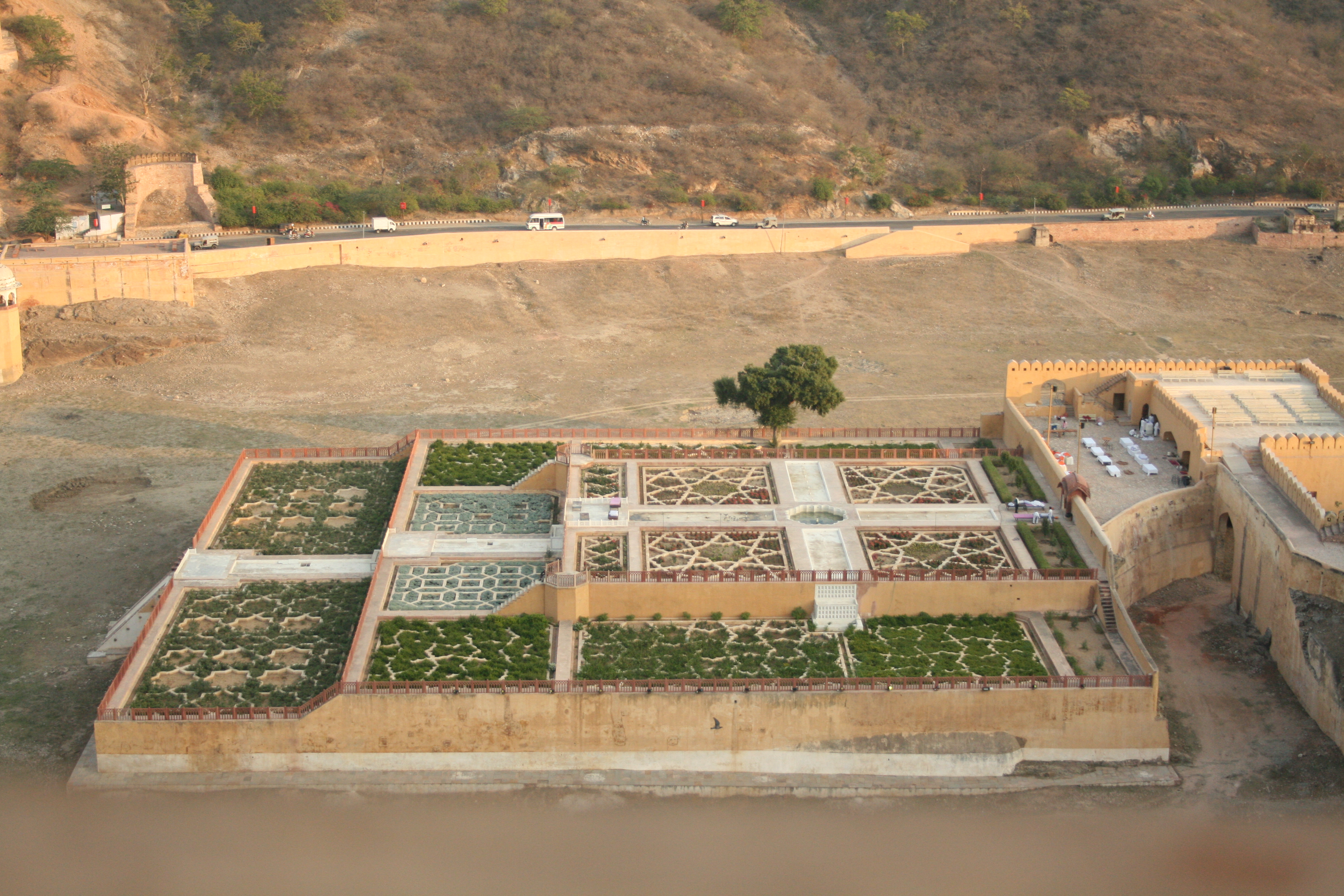
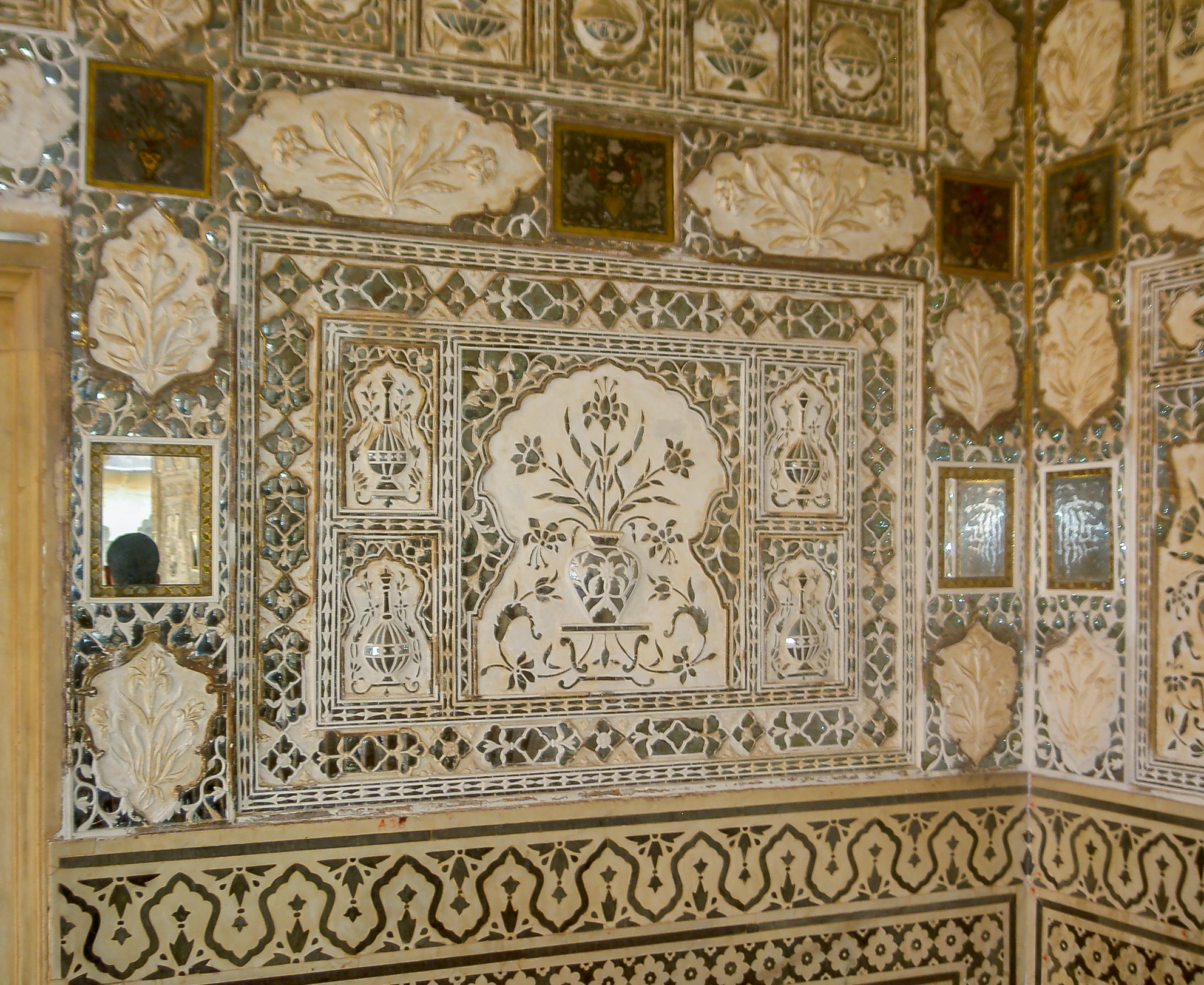
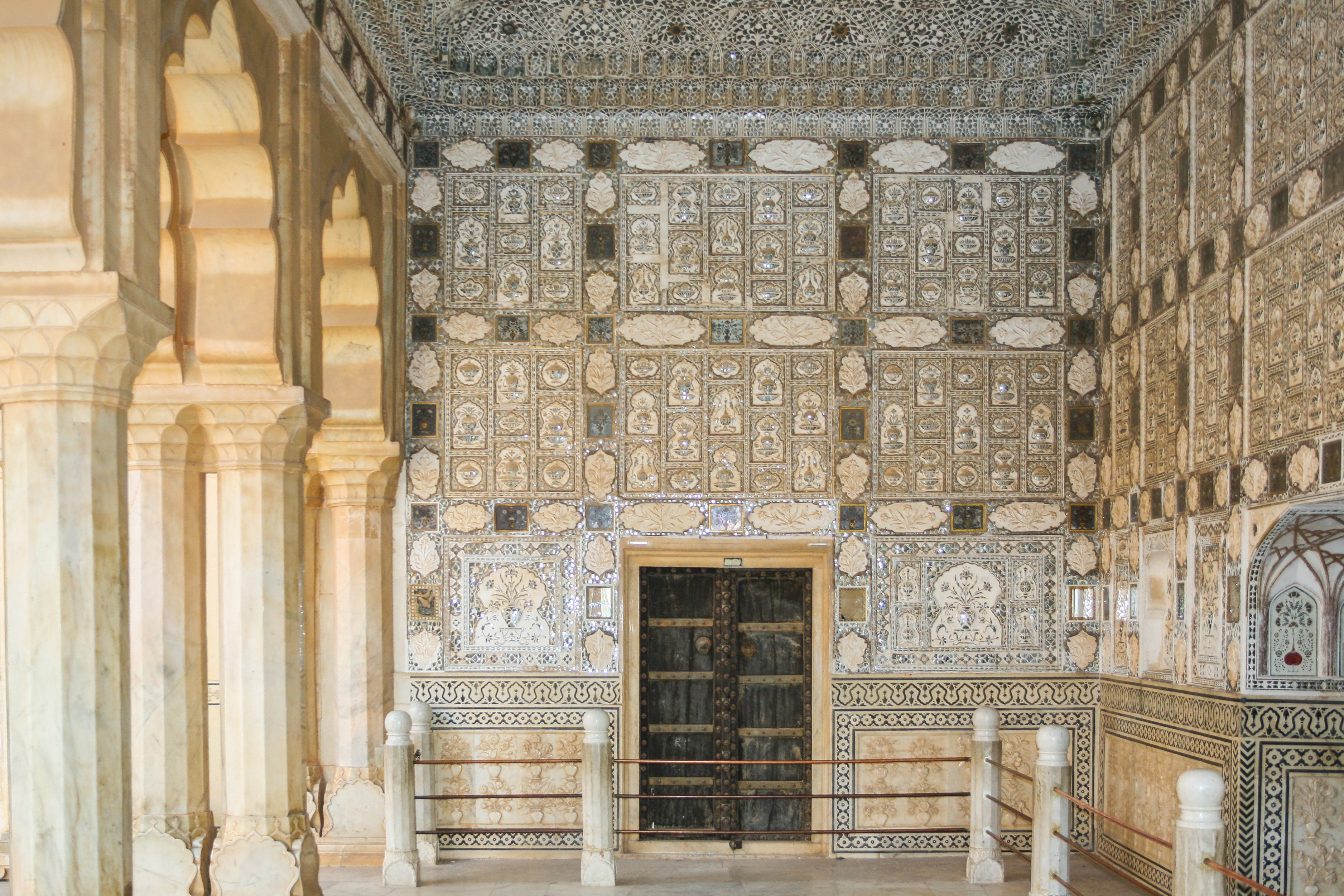
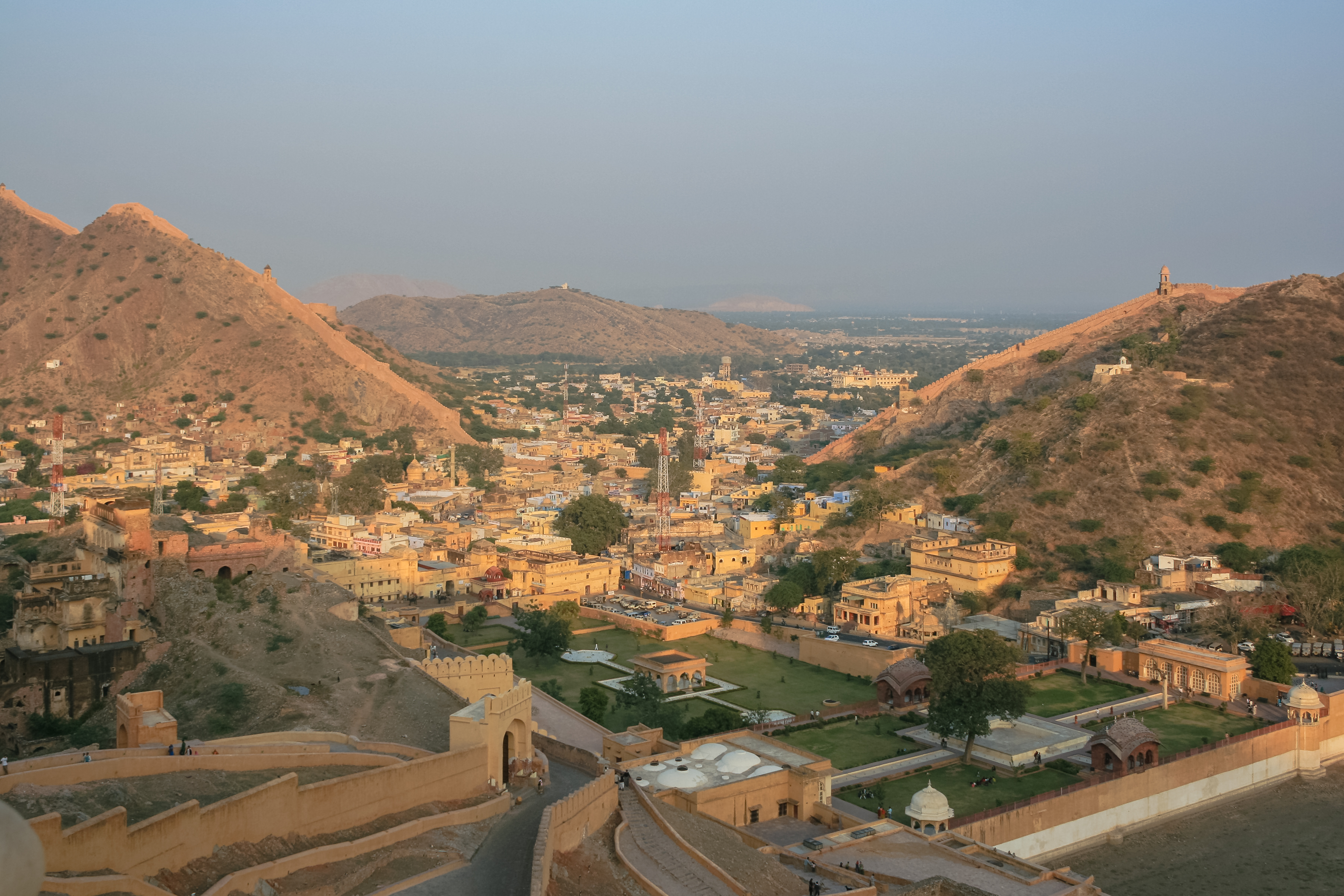
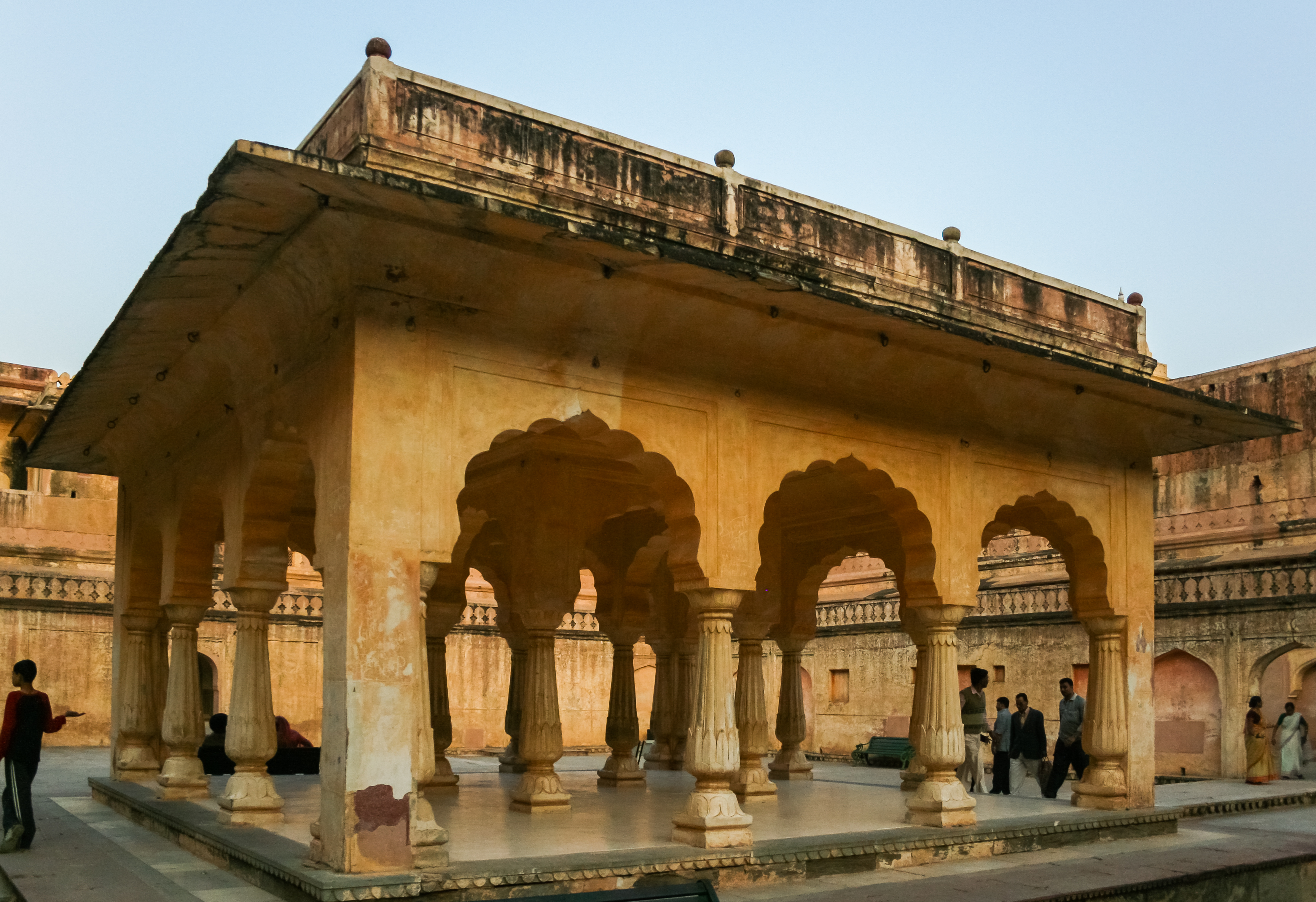
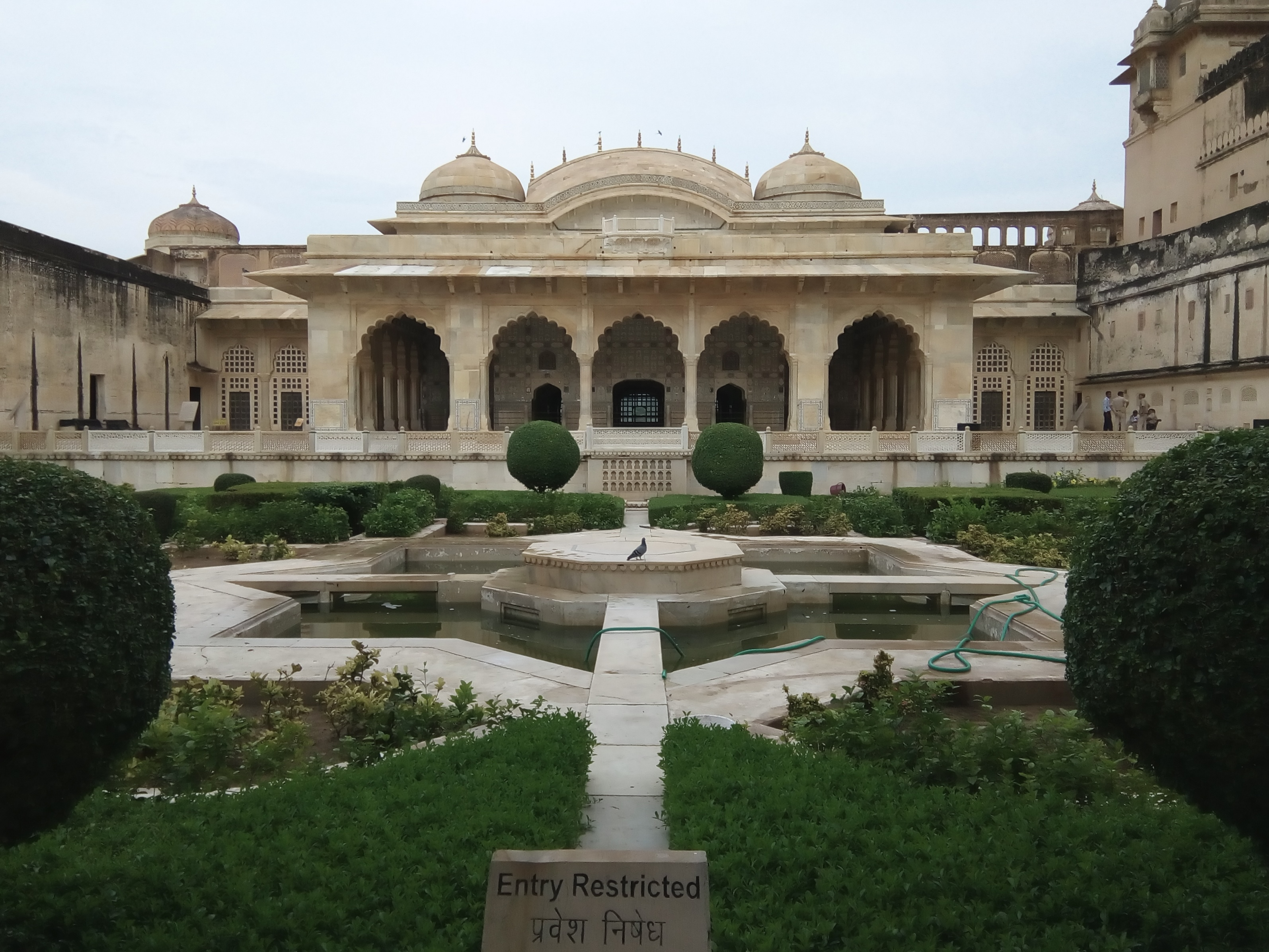
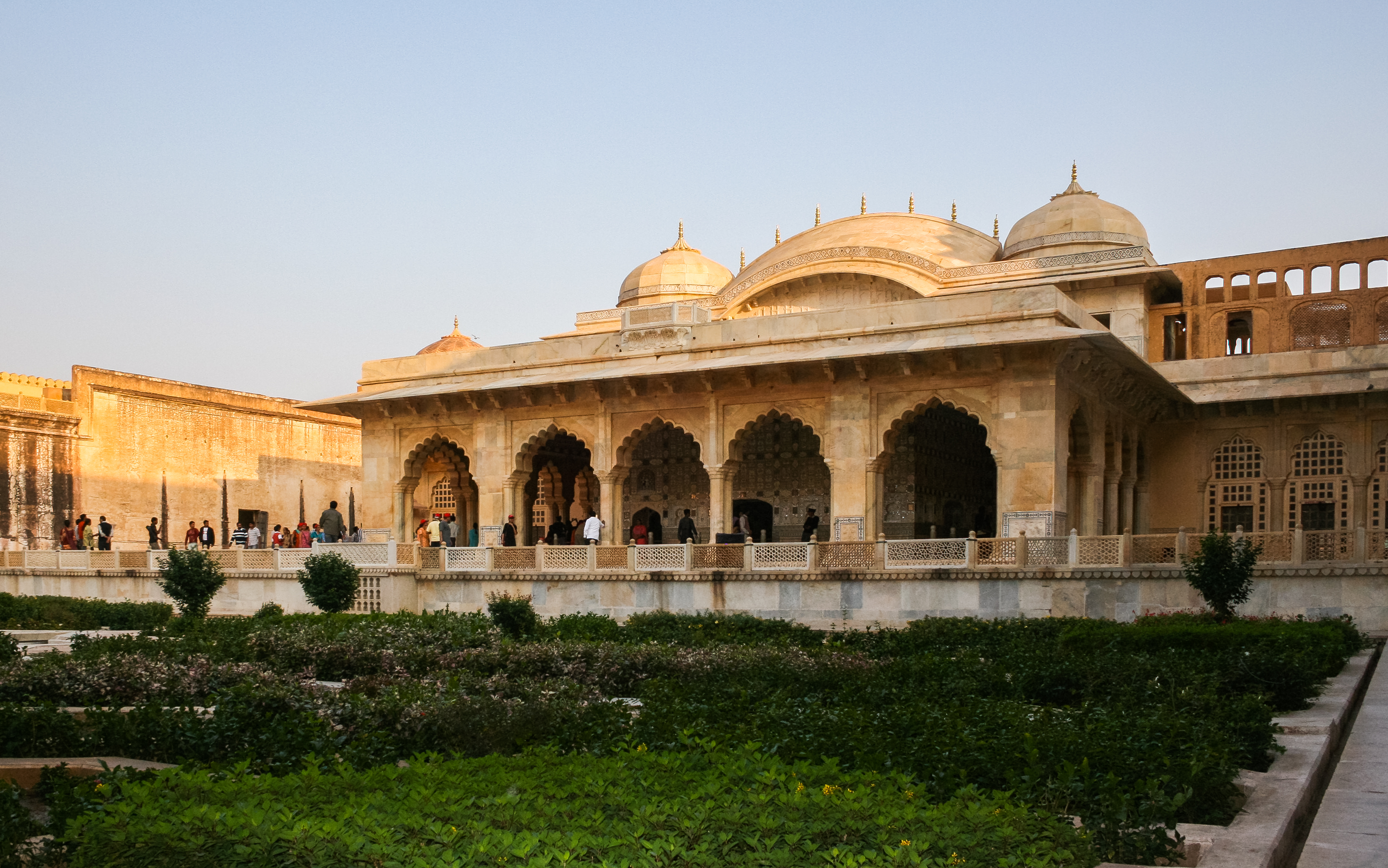